# شبكة البرمجة الترفيهية والرياضية
شبكة البرمجة الترفيهية والرياضية (بالإنجليزية :Entertainment and Sports Programming Network) وتعرف اختصارا بـ ESPN، شركة إنتاج تنتج وتوزع أفلامًا وثائقية رياضية. وهي مملوكة لشركة إي إس بي إن ، وهي شركة محاصة بين شركة والت ديزني (التي تمتلك حصة بنسبة 80٪) وشركة هيرست (التي تمتلك 20٪ المتبقية). تأسست الشبكة في مارس عام 2008 وتقوم بانتاج أفلامًا تغطي قصصًا متعلقة بالرياضة.